# Хандроантус золотистоцветковый
Хандроантус золотистоцветковый (лат. Handroanthus chrysanthus) — вид растений рода Хандроантус (Handroanthus) семейства Бигнониевые (Bignoniaceae).

## Ботаническое описание

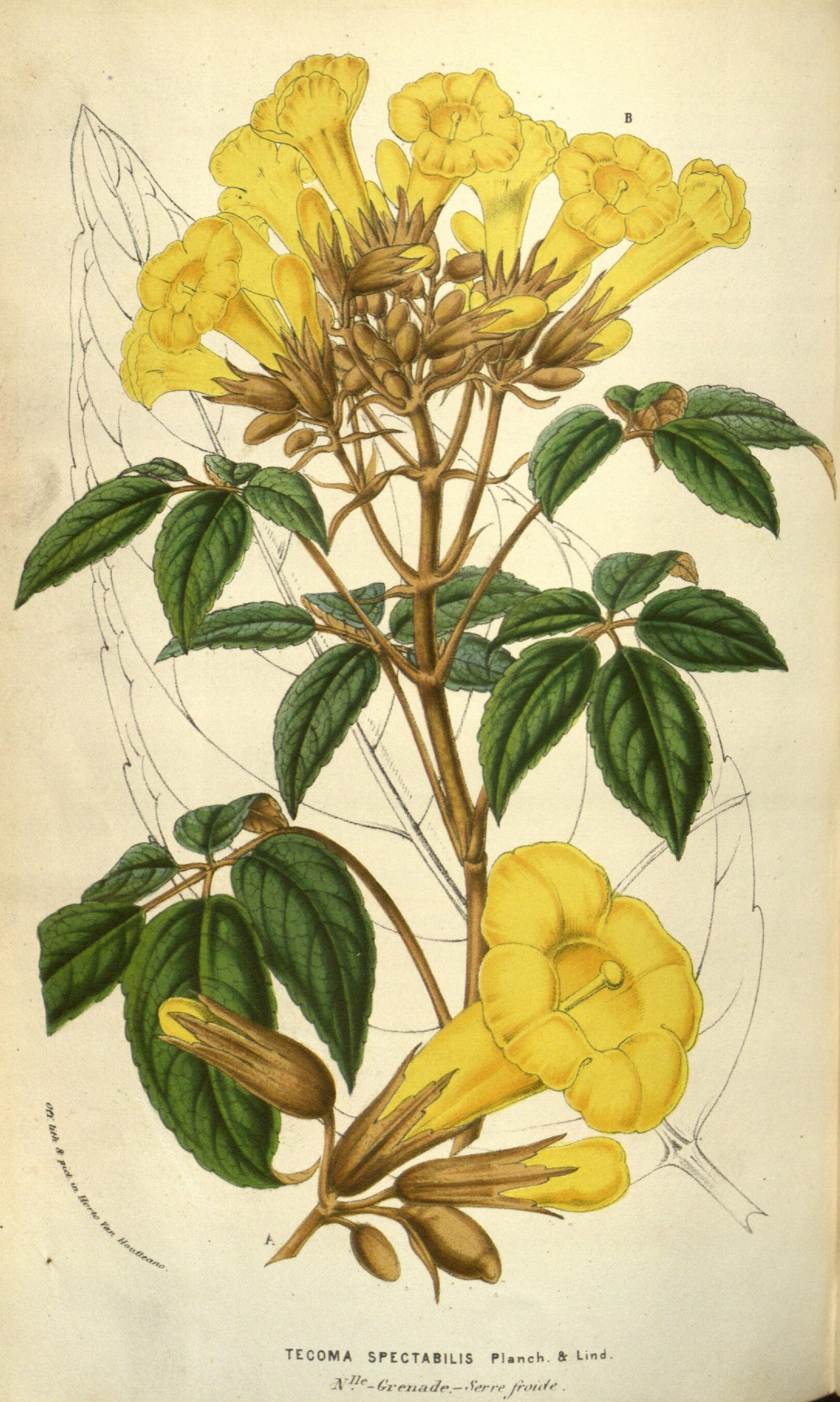

Дерево обычно 10-20 м высотой. Кора от бледно до тёмно-серой, чешуйчатая, древесина твердая и тяжелая, тёмно-оливково-коричневого цвета с жёлтыми (лапахоловыми) налетами в сосудах, заболонь контрастно светлее; веточки почти четырёхугольные, в молодом возрасте разнозвёздчато-опушённые, голые. Листья пальчато-пятилистные, листочки продолговато-обратно-яйцевидные, от тупых до резко заострённых, от тупых до усечённых у основания, конечный листочек до 17 см в длину и 9 см в ширину, боковые листочки постепенно уменьшающиеся, цельные или пильчатые, от плёнчатых до жестко-кожистых, чешуйчатые сверху и снизу, иногда звёздчато-опушённые сверху, всегда в той или иной степени снизу, особенно вдоль главных жилок, трихомы довольно густо разбросаны по пластинке; черешок конечного листа 1-3 см длиной, боковые короче; черешок всего листа 3—9 см длиной, звёздчато-опушённый или голый.
Соцветие — сжатая, более или менее пучковая концевая метёлка, ветви звёздчато-опушённые, прицветники сильно редуцированные. Цветки с колокольчатой чашечкой, 5-лопастной, 5—9 мм длиной, 4—7 мм шириной, опушённой звёздчатыми и короткодендроидными красновато-коричневыми трихомами длиной менее 1 мм. Венчик жёлтый с красноватой штриховкой в зеве, при высыхании с сетчатым жилкованием по краям долей, высушенная трубка и доли неразличимы по цвету, трубчато-воронковидные, 4—6,5 см длиной, трубка венчика 3—4,5 см длиной, 1,5—2 см шириной, лопасти венчика 0,8—1,5 см длиной, снаружи голые, довольно густо опушённые в трубке и зёве и железисто-опушённые на уровне прикрепления тычинок. Тычинки дидинамные, теки расходящиеся до разветвлённых, 2—3 мм длиной. Пестик 1,8—3,2 см длиной, завязь линейно-продолговатая, 3,5—5 мм длиной, 1,5—2 мм шириной, голая до чешуйчатой или редко звёздчато-опушённая, семязачатки в каждом гнезде по 8—10 рядов. Диск мозолистый, 0,5—1 мм длиной, 2—3 мм шириной. Плод — узкоцилиндрическая коробочка, суживающаяся к основанию и верхушке, 15—50 см длиной, 0,8—2 см шириной, довольно редко коротко-звёздчатая, опушённая, тонко и неравномерно исчерченная. Семена крылатые, 0,4—0,9 см длиной, 1,4—3,3 см шириной, крылья прозрачно-плёнчатые, хорошо отграниченные от семени. Цветение летом и осенью, до периода дождей.

## Распространение

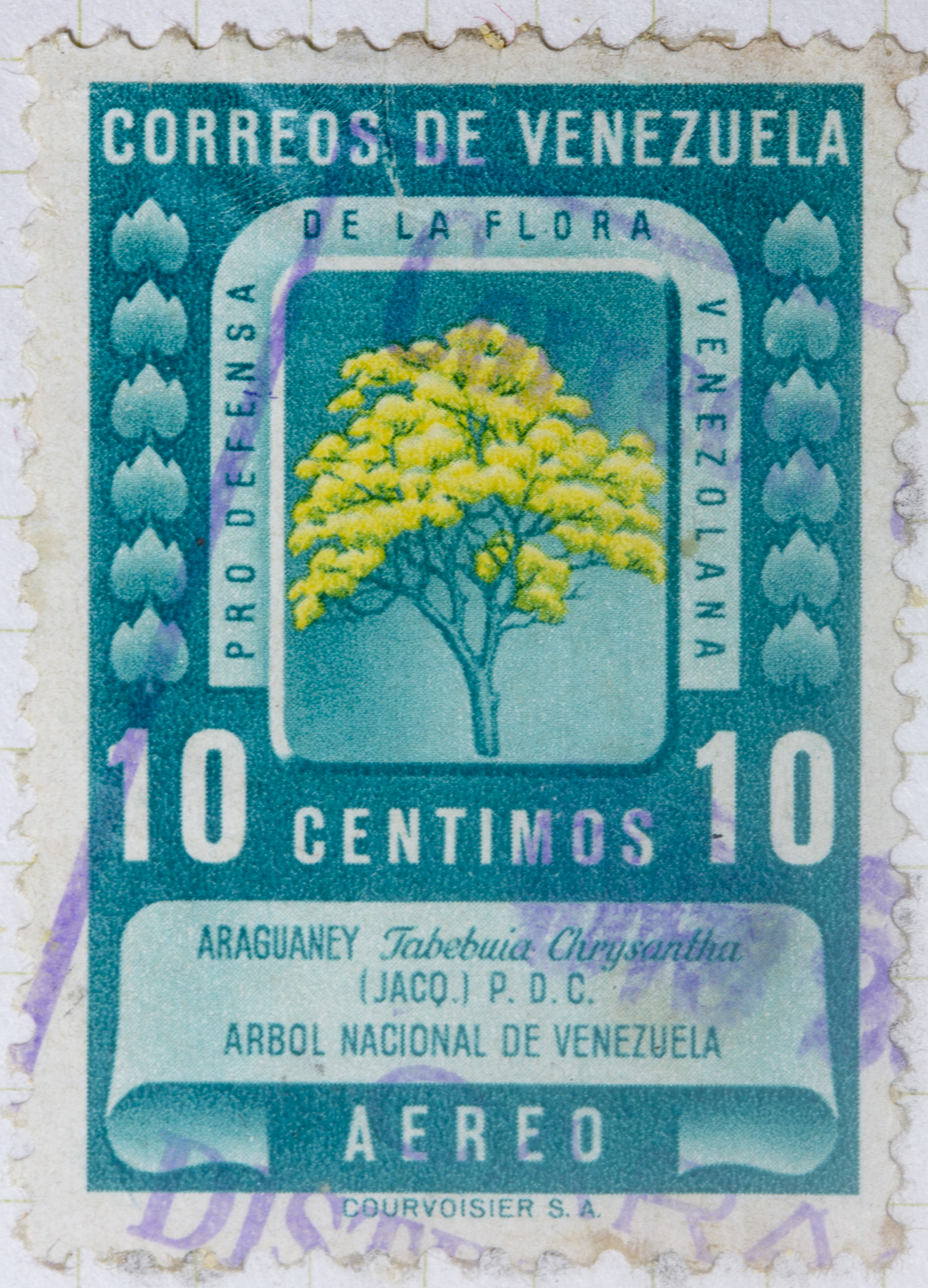
На почтовой марке Венесуэлы (1950)

Естественный ареал вида простирается от Мексики до Венесуэлы, Амазонского Перу и Тринидада и Тобаго. Произрастает, в основном, во влажных тропических биомах; на полянах в сезонно засушливых низинных лиственных тропических лесах, реже в лесах на сухих холмах и в саваннах; от уровня моря до 800 (1200) м высоты.

## Применение
Растение имеет экологическое и социальное применение (декоративное, мелиоративное), используется на родине в качестве лекарства и как пищевое. Довольно широко культивируется, особенно в Вест-Индии, в Африке, Индии, Юго-Восточной Азии и Австралии.
В 1948 году этот вид был объявлен национальным деревом Венесуэлы из-за его статуса символического местного вида необычайной красоты. Цвет его золотисто-жёлтых цветков напоминает цвет венесуэльского флага.